# Kány
Kány is een plaats (község) en gemeente in het Hongaarse comitaat Borsod-Abaúj-Zemplén. Kány telt 79 inwoners (2001).